# Lijst van voetbalinterlands Andorra - Hongarije
Deze lijst van voetbalinterlands is een overzicht van alle officiële voetbalwedstrijden tussen de nationale teams van Andorra en Hongarije. De landen speelden tot op heden zes keer tegen elkaar. De eerste ontmoeting, een kwalificatiewedstrijd voor het Wereldkampioenschap voetbal 2014, werd gespeeld in Andorra la Vella op 7 september 2012. Het laatste duel, een kwalificatiewedstrijd voor het Wereldkampioenschap voetbal 2022, vond plaats op 8 september 2021 in Boedapest.

## Wedstrijden
| № | Plaats           | Datum            | Competitie           | Wedstrijd           | Uitslag |
| - | ---------------- | ---------------- | -------------------- | ------------------- | ------- |
| 1 | Andorra la Vella | 7 september 2012 | WK 2014 kwalificatie | Andorra – Hongarije | 0 – 5   |
| 2 | Boedapest        | 15 oktober 2013  | WK 2014 kwalificatie | Hongarije − Andorra | 2 − 0   |
| 3 | Boedapest        | 13 november 2016 | WK 2018 kwalificatie | Hongarije − Andorra | 4 − 0   |
| 4 | Andorra la Vella | 9 juni 2017      | WK 2018 kwalificatie | Andorra − Hongarije | 1 − 0   |
| 5 | Andorra la Vella | 31 maart 2021    | WK 2022 kwalificatie | Andorra – Hongarije | 1 – 4   |
| 6 | Boedapest        | 8 september 2021 | WK 2022 kwalificatie | Hongarije − Andorra | 2 − 1   |

## Samenvatting
| Competitie      | Totaal gespeeld | Winst Andorra | Gelijk | Winst Hongarije | Doelsaldo Andorra – Hongarije |
| --------------- | --------------- | ------------- | ------ | --------------- | ----------------------------- |
| WK-kwalificatie | 6               | 1             | 0      | 5               | 3 − 17                        |
| Totaal          | 6               | 1             | 0      | 5               | 3 − 17                        |

Wedstrijden bepaald door strafschoppen worden, in lijn met de FIFA, als een gelijkspel gerekend.

## Details

### Eerste ontmoeting
| WK 2014 kwalificatie (Andorra la Vella, Andorra, 7 september 2012): |       |                                                                                             |
| Andorra                                                             | 0 – 5 | Hongarije                                                                                   |
|                                                                     | goals | 12' Roland Juhász 32' (pen) Zoltán Gera 54' Ádám Szalai 68' Tamás Priski 82' Vladimir Koman |

### Tweede ontmoeting
| WK 2014 kwalificatie (Boedapest, Hongarije, 15 oktober 2013): |       |         |
| Hongarije                                                     | 2 – 0 | Andorra |
| Nemanja Nikolics 51' Ildefons Lima 76' (e.d.)                 | goals |         |

### Vierde ontmoeting
| WK 2018 kwalificatie (Andorra la Vella, Andorra, 9 juni 2017): |              | |
| Andorra | 1 – 0        | Hongarije |
| Marc Rebés 26' | goals        | |
| Koldo Álvarez | bondscoach   | Bernd Storck |
| Josep Gómes Moisés San Nicolas Txus Rubio Max Llovera Ildefons Lima Marc Vales Marc Rebés Marc Pujol 88' Jordi Aláez 68' Alexandre Martínez Ludovic Clemente 83' | opstellingen | Péter Gulácsi Bence Tóth Paulo Vinícius 56' Ádám Lang Barnabás Bese 21' Zoltán Stieber Ádám Nagy László Kleinheisler 71' Adám Gyurcsó Márton Eppel Balázs Dzsudzsák |
| David Maneiro 68' Gabi Riera 83' Josep Ayala 88' Ferran Pol Emili García Sebastián Gómez Juli Sánchez | wissels      | 21' Dominik Nagy 56' Norbert Balogh 71' Roland Sallai Dávid Gróf Balázs Megyeri Gergő Kocsis Dominik Szoboszlai Zsolt Kalmár Dávid Márkvárt Márk Kleisz             |
| Jordi Aláez 28' Marc Pujol 29' Moisés San Nicolas 37' Txus Rubio 60' Marc Vales 80' David Maneiro 90' | gele kaarten | 45' Barnabás Bese |
| - Tweede zege ooit voor Andorra in een kwalificatiewedstrijd. De eerste overwinning van Andorra in een WK-kwalificatiewedstrijd dateerde van 13 oktober 2004: toen won het land met 1-0 van Macedonië. - Debuut van Bence Tóth (Puskás Akadémia FC) voor Hongarije. |              | |

FAF · A-internationals · Statistieken · Bondscoaches · Andorrees vrouwenelftal · Andorra U21 · Andorra U20 · Andorra U19 · Andorra U18 · Andorra U17 · Andorra U16
1990 – 1999 · 2000 – 2009 · 2010 – 2019 · 2020 − 2029
1996 · 1997 · 1998 · 1999 · 2000 · 2001 · 2002 · 2003 · 2004 · 2005 · 2006 · 2007 · 2008 · 2009 · 2010 · 2011 · 2012 · 2013 · 2014 · 2015 · 2016 · 2017 · 2018 · 2019 · 2020 · 2021 · 2022 · 2023 · 2024
Albanië ·
Armenië ·
Azerbeidzjan ·
België ·
Bolivia ·
Bosnië en Herzegovina ·
Brazilië ·
Bulgarije ·
China ·
Cyprus ·
Engeland ·
Equatoriaal-Guinea ·
Estland ·
Faeröer ·
Finland ·
Frankrijk ·
Gabon ·
Georgië ·
Gibraltar ·
Grenada ·
Hongarije ·
Ierland ·
IJsland ·
Indonesië ·
Israël ·
Kaapverdië ·
Kazachstan ·
Kosovo ·
Kroatië ·
Letland ·
Liechtenstein ·
Litouwen ·
Malta ·
Moldavië ·
Nederland ·
Noord-Ierland ·
Noord-Macedonië ·
Oekraïne ·
Oostenrijk ·
Polen ·
Portugal ·
Qatar ·
Roemenië ·
Rusland ·
Saint Kitts en Nevis ·
San Marino ·
Slowakije ·
Spanje ·
Tsjechië ·
Turkije ·
Verenigde Arabische Emiraten ·
Wales ·
Wit-Rusland ·
Zuid-Afrika ·
Zwitserland
MLSZ · A-internationals · Selecties · Bondscoaches · Hongaars vrouwenelftal · Olympisch elftal · Hongarije U21 · Hongarije U20 · Hongarije U19 · Hongarije U18 · Hongarije U17 · Hongarije U16
1902 – 1919 · 
1920 – 1929 · 
1930 – 1939 · 
1940 – 1949 · 
1950 – 1959 · 
1960 – 1969 · 
1970 – 1979 · 
1980 – 1989 · 
1990 – 1999 · 
2000 – 2009 · 
2010 – 2019 ·
2020 − 2029
EK's:
1964 · 
1972 · 
2016 ·
2020 ·
2024
WK's:
1934 · 
1938 · 
1954 · 
1958 · 
1962 · 
1966 · 
1978 · 
1982 · 
1986
OS:
1912 · 
1924 · 
1936 · 
1952 · 
1960 · 
1964 · 
1968 · 
1972 · 
1996
1902 · 
1903 · 
1904 · 
1905 · 
1906 · 
1907 · 
1908 · 
1909 · 
1910 · 
1911 · 
1912 · 
1913 · 
1914 · 
1915 · 
1916 · 
1917 · 
1918 · 
1919 · 
1920 · 
1921 · 
1922 · 
1923 · 
1924 · 
1925 · 
1926 · 
1927 · 
1928 · 
1929 · 
1930 · 
1931 · 
1932 · 
1933 · 
1934 · 
1935 · 
1936 · 
1937 · 
1938 · 
1939 · 
1940 · 
1941 · 
1942 · 
1943 · 
1944 · 
1945 · 
1946 · 
1947 · 
1948 · 
1949 · 
1950 · 
1952 · 
1952 · 
1953 · 
1954 · 
1955 · 
1956 · 
1957 · 
1958 · 
1959 · 
1960 · 
1961 · 
1962 · 
1963 · 
1964 · 
1965 · 
1966 · 
1967 · 
1968 · 
1969 · 
1970 · 
1971 · 
1972 · 
1973 · 
1974 · 
1975 · 
1976 · 
1977 · 
1978 · 
1979 · 
1980 · 
1981 · 
1982 · 
1983 · 
1984 · 
1985 · 
1986 · 
1987 · 
1988 · 
1989 · 
1990 · 
1991 · 
1992 · 
1993 · 
1994 · 
1995 · 
1996 · 
1997 · 
1998 · 
1999 · 
2000 · 
2001 · 
2002 · 
2003 · 
2004 · 
2005 · 
2006 · 
2007 · 
2008 · 
2009 · 
2010 · 
2011 · 
2012 · 
2013 · 
2014 · 
2015 ·
2016 ·
2017 ·
2018 ·
2019 ·
2020 ·
2021 ·
2022 ·
2023 ·
2024
Albanië ·
Algerije ·
Andorra · 
Antigua en Barbuda ·
Argentinië ·
Armenië ·
Australië ·
Azerbeidzjan ·
België ·
Bohemen ·
Bolivia ·
Bosnië en Herzegovina ·
Brazilië ·
Bulgarije ·
Canada ·
Chili ·
China ·
Colombia ·
Costa Rica ·
Cyprus ·
Denemarken ·
DDR ·
Duitsland ·
Egypte ·
El Salvador ·
Engeland ·
Estland ·
Faeröer ·
Finland ·
Frankrijk ·
Georgië ·
Griekenland ·
Ierland ·
IJsland ·
India ·
Iran ·
Israël ·
Italië ·
Ivoorkust ·
Japan ·
Joegoslavië ·
Jordanië ·
Kazachstan · 
Koeweit ·
Kosovo · 
Kroatië ·
Letland ·
Libanon ·
Liechtenstein ·
Litouwen ·
Luxemburg ·
Malta ·
Mexico ·
Moldavië ·
Montenegro ·
Nederland ·
Nederlands-Indië ·
Nieuw-Zeeland ·
Noord-Ierland ·
Noord-Macedonië ·
Noorwegen ·
Oekraïne ·
Oostenrijk ·
Paraguay ·
Peru ·
Polen ·
Portugal ·
Qatar ·
Roemenië ·
Rusland ·
San Marino ·
Saoedi-Arabië ·
Schotland ·
Servië ·
Slovenië ·
Slowakije ·
Sovjet-Unie ·
Spanje ·
Tsjechië ·
Tsjecho-Slowakije ·
Turkije ·
Uruguay ·
Verenigde Arabische Emiraten ·
Verenigde Staten ·
Verenigd Koninkrijk ·
Wales ·
Wit-Rusland ·
Zuid-Korea ·
Zweden ·
Zwitserland
Brazilië (1954) · 
Duitsland (2021) ·
Frankrijk (2021) · 
IJsland (2016) · 
Italië (1938) · 
Oostenrijk (2016) · 
Portugal (2021) · 
West-Duitsland (1954, 2)